# Futebol Clube Primeira Camisa
Futebol Clube Primeira Camisa é um clube brasileiro de futebol profissional da cidade de São José dos Campos, no estado de São Paulo. Foi criado pelo jogador Roque Júnior (ex-zagueiro do Milan, Leeds, Leverkusen e da Seleção Brasileira). É um clube que prioriza a formação de novos jogadores para o futebol.

## História
O clube foi idealizado a partir de um projeto para as categorias de base do São José Esporte Clube, este que teve ótimo desempenho na Copa São Paulo de Futebol Júnior de 2007, chegando às quartas de finais. Filiou-se a FPF no mesmo ano e iniciou suas atividades com as categorias de base, disputando as competições promovidas pela FPF.
Em 2008 estreou no futebol profissional, disputando a Segunda Divisão (equivalente a quarta divisão) do futebol paulista. O melhor desempenho da equipe profissional foi em 2011, chegando no quadrangular final da Segunda Divisão.
No início de 2012, o clube se licenciou das competições oficiais da Federação Paulista de Futebol.

## Estatísticas

### Participações
| Aumento | Promovido à divisão superior  |
| Baixa   | Rebaixado à divisão inferior  |
| Inativo | Licenciamento no ano seguinte |

| Competição | Competição      | Temporadas | Melhor campanha     | Anos      | A | R |
| São Paulo  | Segunda Divisão | 4          | 6.º colocado (2011) | 2008-2011 | – |   |